# 아카다니촌
아카다니촌(赤谷村)은 니가타현 기타칸바라군에 있던 촌이다. 

## 개요
아이즈 가도를 따라 있던 마을. 역참 마을로 번성했던 가미아카다니는 합병 후 1964년(쇼와 39년)에 도로 정비가 이루어지기 전까지는 도로 중앙에 수로가 있고, 버드나무와 벚꽃이 번갈아 심어진 거리였다.
일철 아카다니 광산과 일조의 구리 광산, 호쿠에츠 제지 아카다니 광산이 가동되었고, 히가시아카다니에는 일철의 광부 사택이 수십 채가 늘어서 있었다.

## 역사
- 1889년 4월 1일 - 정촌제 시행에 수반해 기타칸바라군 아카다니촌이 성립하였다.
- 1955년 3월 31일 - 시바타시에 편입되어 소멸하였다.

## 교통

### 철도
- 일본국유철도 (현 동일본 여객철도)
  - 아카다니선

## 참고문헌
- 『市町村名変遷辞典』東京堂出版、1990年。